# Ārdīneh
Ārdīneh (persiska: آردينه) är en ort i Iran.   Den ligger i provinsen Teheran, i den norra delen av landet, 40 km öster om huvudstaden Teheran. Ārdīneh ligger 1 996 meter över havet och antalet invånare är 189.
Terrängen runt Ārdīneh är kuperad åt sydväst, men åt nordost är den bergig. Runt Ārdīneh är det ganska glesbefolkat, med 23 invånare per kvadratkilometer. Närmaste större samhälle är Rūdehen, 6,9 km söder om Ārdīneh. Trakten runt Ārdīneh består i huvudsak av gräsmarker.